# 形状记忆合金
形状记忆合金（英語：Shape Memory Alloys），簡稱記形合金，是一种在加热升温后能完全消除其在较低的温度下发生的变形，恢复其变形前原始形状的合金材料。除上述形状记忆效应外，这种合金的另一个独特性质是在高温（奥氏体状态）下发生的“伪弹性”（又称“超弹性”）行为，表现为这种合金能承载比一般金属大几倍甚至几十倍的可恢复应变。形状记忆合金的这些独特性质源于其内部发生的一种独特的固态相变——热弹性马氏体相变。

## 功能机理
形狀記憶合金是一種能夠記憶原有形狀的智能材料。當合金在低於相變態溫度下，受到一有限度的塑性變形後，可由加熱的方式使其恢復到變形前的原始形狀，這種特殊的現象稱為形狀記憶效應（Shape Memory Effect，簡稱）。而當合金在高於相變態溫度下，施以一應力使其受到有限度的塑性變形（非線性彈性變形）後，可利用直接釋放應力的方式使其恢復到變形前的原始形狀，此種特殊的現象又稱為擬彈性（Pseudo Elasticity，簡稱PE）或超彈性（Super Elasticity）。形狀記憶合金所擁有的這兩種獨特性質是在普通金屬或合金材料上無法發現的。

## 发展历史
最早关于形状记忆效应的报道是由Chang及Read等人在1952年作出的。他们观察到Au-Cd合金中相变的可逆性。后来在Cu-Zn合金中也发现了同样的现象，但当时并未引起人们的广泛注意。直到1962年，Buehler及其合作者在等原子比的TiNi合金中观察到具有宏观形状变化的记忆效应，才引起了材料科学界与工业界的重视。到70年代初，CuZn、CuZnAl、CuAlNi等合金中也发现了与马氏体相变有关的形状记忆效应。几十年来，有关形状记忆合金的研究已逐渐成为国际相变会议和材料会议的重要议题，并为此召开了多次专题讨论会，不断丰富和完善了马氏体相变理论。在理论研究不断深入的同时，形状记忆合金的应用研究也取得了长足进步，其应用范围涉及机械、电子、化工、航太、能源和医疗等许多领域。

## 分类
形状记忆合金的記憶效應可以分为下列三种： 
1. 单程记忆效应（1-way）：
形状记忆合金在较低的温度下变形，加热后可恢复变形前的形状，这种只在加热过程中存在的形状记忆现象称为单程记忆效应。
2. 双程记忆效应（2-way）：
某些合金加热时恢复高温相形状，冷却时又能恢复低温相形状，称为双程记忆效应。
3. 全程记忆效应：
加热时恢复高温相形状，冷却时变为形状相同而取向相反的低温相形状，称为全程记忆效应。

## 应用
形状记忆合金的应用早期只在牙箍或飛機之套筒接頭。從2000年代開始，這種合金開始在鋼絲胸罩裡應用，使胸罩內之合金「鋼絲」在接觸到體溫後，可以回復至原來胸部的體形；另一個較常用的地方是金屬眼鏡框，特別是讓在學青少年使用的，好讓他們在眼鏡經過碰撞後，只要浸泡在暖水裡就可以回復原狀，以免影響視力。以下詳列記憶金屬在各行業內的應用。

### 工業
用于温度自动调节器和报警器的控制元件、记录笔的驱动装置、电路连接器、各种热敏元件和接线柱等。

#### 航空
波音公司、通用電氣飛機發動機公司、古德里奇公司、美國國家航空航天局及全日本航空公司共同開發出
可變幾何雪佛龍，利用形狀記憶合金，降低了飛機發動機發出的噪音，並成功於波音777-300ER上應用。

#### 管道
形状记忆合金首次在消費品/商業上的應用，是用作管道鋪設時的形状记忆耦合，例如：在石油管線、水管和其他類似的管道。管道的連接端會用液態氮來冷卻，使其收縮至更細小的形狀；待兩端接合後，再加熱令其回復原狀，使兩端緊貼在一起不能分開。

#### 發電
形狀記憶合金的概念在近期內已經開始被科學家嘗試使用於發電上[可再生能源] , 
其中心理論的基礎參考記憶合金遇熱回復原狀的原理,以溫度高低的轉換,來刺激記憶金屬的形狀產生變化,最終利用其變化時所產生的動力來轉動馬達並造成電磁效應產生電力。

## 至今为止发现的记忆合金体系
Au-Cd、Ag-Cd、Cu-Zn、Cu-Zn-Al、Cu-Zn-Sn、Cu-Zn-Si、Cu-Sn、Cu-Zn-Ga、In-Ti、Au-Cu-Zn、Ni-Al、Fe-Pt、Ti-Ni、Ti-Ni-Pd、Ti-Nb、U-Nb和Fe-Mn-Si等。

## 相關連結
- 《十萬個為什麼》